# Albaredo d’Adige
Albaredo d'Adige település Olaszországban, Veneto régióban, Verona megyében. Lakosainak száma 5246 fő (2023. január 1.). Albaredo d’Adige Bonavigo, Ronco all'Adige, Veronella, Belfiore és Roverchiara községekkel határos.

## Népesség
A település népességének változása:
| Lakosok száma | 5340 | 5239 | 5190 | 5246 |
|               | 2008 | 2017 | 2018 | 2023 |